# 54 Armia (ZSRR)
54 Armia (ros. 54-я армия) – związek operacyjny Armii Czerwonej podczas II wojny światowej. 
Została sformowana w sierpniu i na początku września 1941 w Moskiewskim Okręgu Wojskowym na bazie 44 Korpusu Strzeleckiego z podporządkowaniem bezpośrednio Stawce Naczelnego Dowództwa.

## Skład 54 Armii
W skład 54 Armii wchodziły:
- 285 Dywizja Strzelecka
- 286 Dywizja Strzelecka
- 310 Dywizja Strzelecka
- 314  Dywizja Strzelecka
- 27 Dywizja Kawaleryjska
- 122 Brygada Pancerna
- 119 Samodzielny Batalion Pancerny
- oddziały i pododdziały lotnicze, artyleryjskie i inne.

## Szlak bojowy
Armia została przedyslokowana na kierunek północno-zachodni i zajęła pozycje obronne na prawym brzegu Wołchowa. Od 26 września 1941 w składzie Frontu Leningradzkiego (od 9 czerwca 1942 do 14 lutego 1944 Front Wołchowski) uczestniczyła w Bitwie Leningradzkiej. W końcu kwietnia 1944 została włączona w 3 Front Nadbałtycki i uczestniczyła w operacjach zaczepnych Pskowsko-Ostrowskiej i Ryżskiej. W październiku 1944 jej wojska zostały przekazane innym armiom, dowództwo w grudniu rozformowano. 

## Dowódcy
- marsz. ZSRR Grigorij Kulik ((ros.) Кулик Григорий Иванович): sierpień - wrzesień 1941;
- gen. por. M. Chozin ((ros.) Хозин М. С.): (wrzesień - październik 1941;
- gen. mjr Iwan Fiediuninski ((ros.) Федюнинский Иван Иванович): październik 1941 - kwiecień 1942);
- gen. mjr (od listopada 1942 gen. por.) A. Suchomlin ((ros.) Сухомлин А. В.): kwiecień 1942 - marzec 1943;
- gen. mjr (od września 1943 gen. por.) S. Roginski ((ros.) Рогинский С. В.): marzec 1943 - grudzień 1944.